# Raymondia brachyphysa
Raymondia brachyphysa är en tvåvingeart som beskrevs av Jobling 1956. Raymondia brachyphysa ingår i släktet Raymondia och familjen lusflugor.
Artens utbredningsområde är Elfenbenskusten. Inga underarter finns listade i Catalogue of Life.